# Диброва (Гощанский район)
Диброва (укр. Діброва) — бывшее село в Малиновском сельском совете Гощанского района Ровненской области Украины.
Население по переписи 2001 года составляло 5 человек. Почтовый индекс — 35452. Телефонный код — 3650.
Снято с учёта решением Ровненского областного совета от 20 июня 2014 года